# Crocanthemum propinquum
Crocanthemum propinquum är en solvändeväxtart som först beskrevs av Bickn., och fick sitt nu gällande namn av Bickn.. Crocanthemum propinquum ingår i släktet Crocanthemum och familjen solvändeväxter. Inga underarter finns listade i Catalogue of Life.